# L'Échelle dans le feuillage
L'Échelle dans le feuillage – ou Arabesques poétiques pour la décoration d'un plafond – est un tableau réalisé par le peintre français Maurice Denis en 1892. Cette huile sur toile marouflée sur panneau de bois est à l'origine un décor de plafond peint par l'artiste pour son ami Henry Lerolle, peintre et musicien. Elle représente quatre jeunes femmes en robes claires aperçues en contre-plongée alors qu'elles se tiennent sur une large échelle dont le sommet se perd dans un feuillage. Depuis une donation en 1976, l'œuvre est conservée au musée départemental Maurice-Denis, à Saint-Germain-en-Laye, dans les Yvelines.